# 川口バスストップ
川口バスストップ（かわぐちバスストップ）は新潟県新潟市秋葉区川口にある磐越自動車道上の高速バス停。県道5号と磐越自動車道が交差する地点と、信越本線と磐越自動車道が交差する地点のほぼ中間にある。

## 周辺
- さつき野駅 - 南へ約1km。

BSから東へ徒歩約5分の新潟県道5号新潟新津線上にある結（むすぶ）停留所からは、新潟交通観光バスの路線バスが発着している。
- 結停留所
  - さつき野側（東側・市内中心部方面）
    - S96　二本木・亀田・山二ツ経由　新潟駅前・万代シテイ 行

  - 能代川側（西側・新津中心部方面）
    - S96　新津駅・秋葉区役所

## 停車路線

### 県外線
- 会津若松 - 新潟線（若松行は乗車のみ、新潟行は降車のみ）

### 県内線
- 【ときライナー】五泉村松線

かつて運行されていた津川・上川線（新潟駅前 - 津川営業所 - 上川支所）も当バス停に停車していた。同路線は収支状況が悪く赤字路線となっており、運行回数の調整等による収支の改善に努めてきたが改善が図れず、継続運行は困難と判断し、2016年9月30日をもって廃止された。

## 隣
E49 磐越自動車道
(13) 新津IC - 川口BS - (13-1) 新津西スマートIC - 酒屋BS